# دستگاه تنفس مصنوعی

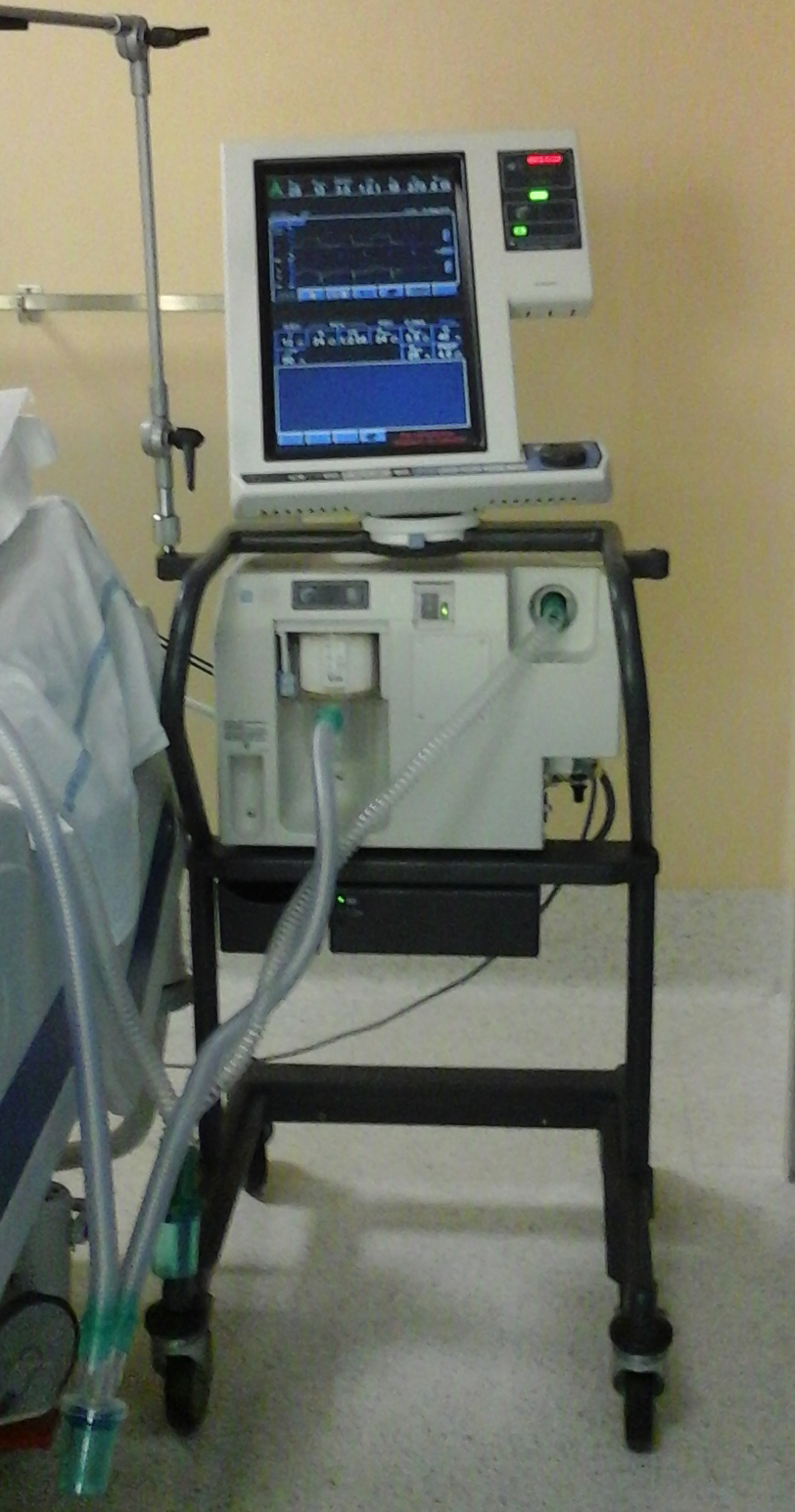
دستگاه تنفس مصنوعی یا ونتیلاتور ساخت شرکت بنت مدل ۸۴۰

دستگاه تنفس مصنوعی یا وِنتیلاتور (به انگلیسی: Ventilator) دستگاهی است که کار تنفس را برای بیمارانی که به‌طور موقت یا دائم دچار مشکلات تنفسی هستند انجام می‌دهد. به عبارت دیگر در ریه می‌دمد و درنگ می‌کند و بازدم خودبه‌خود انجام می‌شود. تنفس مصنوعی با لوله‌گذاری تراشه و با استفاده از دستگاه‌های وِنتیلاتور تحت کنترل ریزپردازنده‌ برای بیمار شروع می‌شود.

## تاریخچهٔ کاربرد
تاریخچهٔ تنفس مصنوعی به حدود ۸۷۰ سال پیش از میلاد مسیح برمی‌گردد. در سال ۱۵۳۰ پاراسلسوسِ سوئیسی، با به کاربردن دَم آهنگری و گذاشتن آن در دهان بیمار و دمیدن آن، به ریه‌ها هوا رساند. فارست برد آمریکایی نخستین دستگاه تنفس مصنوعی مدرن بنام Bird Mark 7 را در دوران جنگ جهانی دوم ابداع کرد.
دستگاه‌های گوناگون ونتیلاتور در بیمارستان‌های ایران به کار می‌رود.

## انواع
انواع گوناگونی از وِنتیلاتورها در دسترسند. انتخاب وِنتیلاتور بستگی به شدت روند بیماری، طول مدت حمایت تهویه‌ای، سطح هشیاری بیمار و امکانات بیمارستان دارد و به دو نوع دسته‌بندی می‌شوند:

### ۱. ونتیلاتورهای فشار منفی
ونتیلاتورهای فشار منفی نخستین ماشین‌های تهویهٔ مصنوعی بودند که اولین بار در همه‌گیری فلج اطفال طرح‌ریزی و ساخته شدند و مورد استفاده قرار گرفتند. این وِنتیلاتورها به‌شکل محفظه‌ای هستند که تمامی اطراف قفسهٔ سینه یا بدن (به‌جز سر و گردن) را می‌پوشانند. در زمان دَم، هوای درون محفظه تخلیه شده، منجر به ایجاد فشار منفی در درون محفظه گردیده، پس از آن موجب کشیده شدن دیوارهٔ قفسهٔ سینه به بیرون و اتساع آن می‌شود.

#### مزایا
1. نیاز نداشتن به وجود راه هواییِ مصنوعی و پیشامدهای پس از آن.
2. اصلاح اکسیژناسیون در بیماران دارای تنفس ارادی همراه با کاهش کیفیت و کارایی تنفس مانند بیماری‌های مزمن انسدادیِ ریه.
3. کاهش نیاز به استفاده از شل کنندهٔ عضلانی.
4. کاهش کار تنفس در درمان متناوب برای حمایت از تهویه به‌صورتی که عضلات تهویه‌ای بتوانند استراحت کنند.

#### معایب
1. استریل کردن و حفظ استانداردهای بهداشتی با آن سخت است.
2. موجب کاهش تحرک بیمار و زمینهٔ ابتلاء به عوارض ناشی از بی‌حرکتی می‌شود.
3. فشار منفی ایجادشده در زیر محفظه موجب بروز عوارض بر روی سایر سیستم‌ها (دستگاه‌های) بدن می‌شود.
4. انجام مراقبت‌های پرستاری از بیمار در زیر وِنتیلاتور مشکل است.
5. در هر نوع نارسایی تنفسی نمی‌توان از آن استفاده کرد.
6. نوع جلیقه‌ایِ آن می‌تواند موجب زخم فشاری شود.

### ۲. ونتیلاتورهای فشار مثبت
وِنتیلاتورهای فشار مثبت در زمان دَم، گاز را با فشاری بیشتر از فشار اتمسفر به درون ریه‌ها به جریان انداخته، یک فشار آلوئولی مثبت ایجاد می‌کند و موجب گستردگی و اتساع قفسهٔ سینه می‌شوند. در این نوع تهویه، تعبیه و قراردادن راه هواییِ مصنوعی یا همان لولهٔ تراشه یا تراکستومی کاف‌دار، ضروری است تا جریان هوا با حجم موردنظر به‌طور کامل در زمان دَم با فشار مثبت وارد ریه‌ها شود. این نوع وِنتیلاتورها چهار فاز اصلی دارند که بایستی کامل گردد تا یک سیکل وِنتیلاتوری برای بیمار فراهم آید:
1. دَم
2. تغییر دَم به بازدم
3. بازدم
4. تغییر از بازدم به دَم

#### انواع ونتیلاتورهای فشار مثبت
1. ونتیلاتورهای فشار ثابت
2. ونتیلاتورهای حجم ثابت
3. ونتیلاتورهای زمان ثابت
4. ونتیلاتورهای فرکانس بالا

##### ونتیلاتورهای فشار ثابت
این ونتیلاتورها حجم جاریِ ثابت را زمانی پایان می‌دهند که فشار راه‌های هواییِ بیمار به حد ازپیش تنظیم‌شده برسد؛ بنابراین، با تنظیم مقادیر بالاترِ فشار بر روی دستگاه، می‌توان حجم بیشتری را به ریه‌ها رساند. فشار راه‌های هوای بیمار در این نوع تهویه ثابت (برابر با فشار تنظیمی بر روی دستگاه) و حجم متغیر است.

##### ونتیلاتورهای حجم ثابت
در این ونتیلاتورها مرحلهٔ دَم یا جریان گاز به داخل ریه‌ها زمانی پایان می‌پذیرد که حجم ازپیش تنظیم‌شده بر روی دستگاه، در داخل ریه‌ها گنجانده شود. ونتیلاتور رساندن حجم را تا رسیدن به حجم تنظیمی ادامه خواهد داد که یکی از مزیت‌های بارز این مُدهاست، زیرا پیش از سایر مدها توانایی کنترل تهویه و اکسیژناسیون را دارد و حجم ازپیش تنظیم‌شده را (با فشارهای متفاوت) به ریه‌های بیمار تحویل می‌دهد و همین مزیت دلیل کاربرد گسترده از این ونتیلاتورها در کنترل بیماران دچار اختلالات حاد تهویه‌ای است.
از معایب این ونتیلاتور این است که ممکن است فشار راه‌های هوایی را در حد مقادیر خطرناک بالا برده و بیمار را در معرض خطر ابتلاء به باروتروما قرار دهد. در ونتیلاتورهای امروزی در صورت تنظیم کردن مناسب دستگاه و آلارم‌ها چنین مشکلی رخ نمی‌دهد لذا تنظیم کردن آلارم‌ها و مقادیر بسیار مهم می‌باشد.

##### ونتیلاتور زمان ثابت
به‌دلیل تحت کنترل بودن زمان، سرعت جریان بایستی به گونه‌ای تنظیم شود که حجم جاری موردنظر در آن زمان وارد ریه‌ها شود. از این ونتیلاتورها به ویژه در تهویهٔ ریهٔ کودکان و نوزادان استفاده می‌شود.

##### ونتیلاتورهای فرکانس بالا
از ونتیلاتورهای نوینی هستند که می‌توانند حجم‌های جاری کوچک (۵–۱ میلی‌لیتر بر کیلوگرم یا در حدود ۵۰ تا ۱۰۰ میلی‌لیتر بر کیلوگرم) را با فرکانس بالا (از ۱۵۰ سیکل در دقیقه یا ۲۰ دور در ثانیه) در اختیار ریهٔ بیمار قرار دهند.